# 엘피다 메모리

엘피다 메모리의 로고

마이크론 메모리 재팬(영어: Micron Memory Japan)은 미국 굴지의 메모리 칩 기업인 마이크론 테크놀로지의 일본에 위치한 자회사이다. 인수되기 전의 사명은 엘피다 메모리 주식회사(일본어: エルピーダメモリ株式会社 에루피다메모리카부시키가이샤[*], 영어: Elpida Memory, Inc.)이었으며, 마이크론에 인수되기 직전 세계 3위이자 일본의 유일한 DRAM 기업이었다. 일본 굴지의 대기업들인 히타치 제작소와 니폰 전기가 서로의 디램 사업부를 통합하여 2000년에 설립되었으며, 2003년 미쓰비시 전기도 디램 사업부를 통합시켰다.
2000년대에 들어서 디램 중에서 가격변동이 심하며 동시에 가장 큰 시장을 차지하였던 개인용 컴퓨터용 디램은, 그 대부분을 중화민국 PSC와 중화인민공화국 SMIC에서 위탁 생산하였다. 엘피다 메모리는 창업 이래 흑자를 상당 기간 내지 못했을 정도로 합병 당시부터 이미 기술력이나 수익성이 약화되어 있었던 것이다. 따라서 막대한 생산량과 첨단 공정을 계속 유지하여야 하는 디램 사업에서 일본의 '마지막 희망'이라고 불리우던 엘피다 메모리는 외부 요인과 관계없이 이미 이 무렵부터 자력 생존이 불가능하였다는 것이다.
엘피다 메모리는 막대한 부채를 감당하지 못하고 2012년 2월 27일 법정관리 신청을 하여 파산하였고, 2012년 7월 2일 단돈 25억 달러에 마이크론 테크놀로지에 인수되는 결말을 맞았다.

## 연혁
- 1988년 9월: 히로시마 니폰 전기를 설립.
- 1999년 12월: NEC 히타치 메모리를 설립.
- 2000년 5월: 상호를 엘피다 메모리로 변경.
- 2003년 3월: 미쓰비시 전기에서 디램 사업을 양도받고, 엔지니어를 받아들임.
- 2003년 9월: 히로시마 엘피다 메모리를 설립.
- 2004년 11월: 도쿄 증권거래소 시장 제1부에 주식을 상장.
- 2005년 8월: 다른 3개의 회사와 출자하여, 테라 프로브를 설립.
- 2006년 7월: 아키타 엘피다 메모리를 설립.
- 2007년 1월: PSC 사와 중화민국에 디램생산 합작회사 설립에 정식합의.
- 2012년 2월 27일: 법정관리 신청, 부채는 4480억엔
- 2012년 3월 28일: 도쿄 증권거래소 시장 상장 폐지[4]
- 2012년 7월 2일: 미국의 마이크론 테크놀로지에 피인수 결정[5]
- 2014년 2월 28일: 마이크론 메모리 재팬으로 사명 변경
- 2017년 4월: 테라 프로브, 마이크론 아키타(구 엘피다 아키타) 매각

## "엘피다"의 뜻
엘피다(그리스어: Ελπίδα)는 그리스어로 희망을 뜻한다.

## 제휴 기업
- 킹스톤 테크놀로지 - 엘피다 메모리의 파트너사이자 투자사
- 테라 프로브 - 엘피다 메모리, 어드밴티스트, KTC 일본, 중화민국의 PTI 사의 공동출자에 의하여 설립된 웨이퍼 테스팅 회사. 2017년 PTI에 매각
- Rexchip 사 (중화민국) - 중화민국 PSC 사와 합작하여 설립한 디램 생산 회사.
- PSC 사 (중화민국) - 생산위탁 회사.
- SMIC 사 (중국) - 생산위탁 회사. 히로시마 엘피다 메모리의 200밀리미터 웨이퍼 설비를, SMIC 산하의 Cension 사 (중국)에 양도하는 것에 합의함.

## 같이 보기
- 르네사스 일렉트로닉스